# 海宁城隍庙
海宁城隍庙即海宁州城隍庙，俗称邑庙，位于中国浙江省海宁市盐官镇（原海宁州城）古邑路176号，奉祀北宋时因开仓赈济百姓而获罪的金坛令罗俊，清光绪十二年（1886）加昭感封号并赐“海昌绥佑”匾额。建筑今为清咸丰、同治年间遭毁后移建现地，中轴线上依次为东兴桥、山门（内为戏台）、正殿（前带轩廊）和寝殿，面阔均为三间，正殿前有东西两庑，东西设四个偏殿，西侧前后依次为财神殿和火神殿，东侧前后依次为文昌殿和雷神殿，2003年维修并开放。